# Francesco Baracca

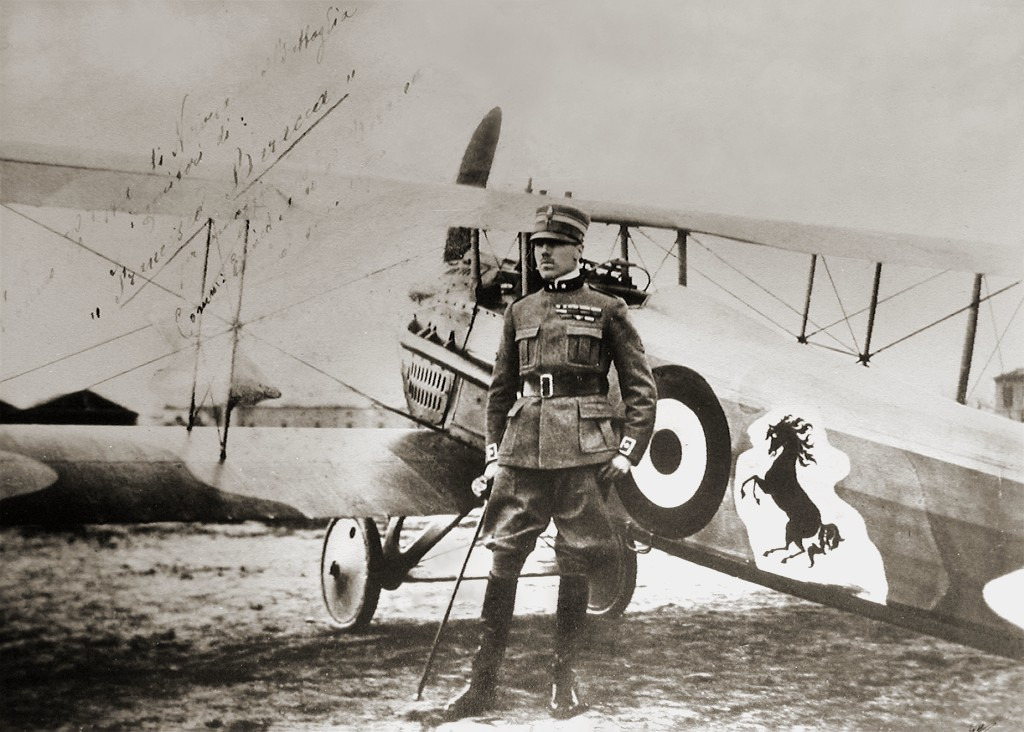
Francesco Baracca vor seinem Einsitzer SPAD S.XIII

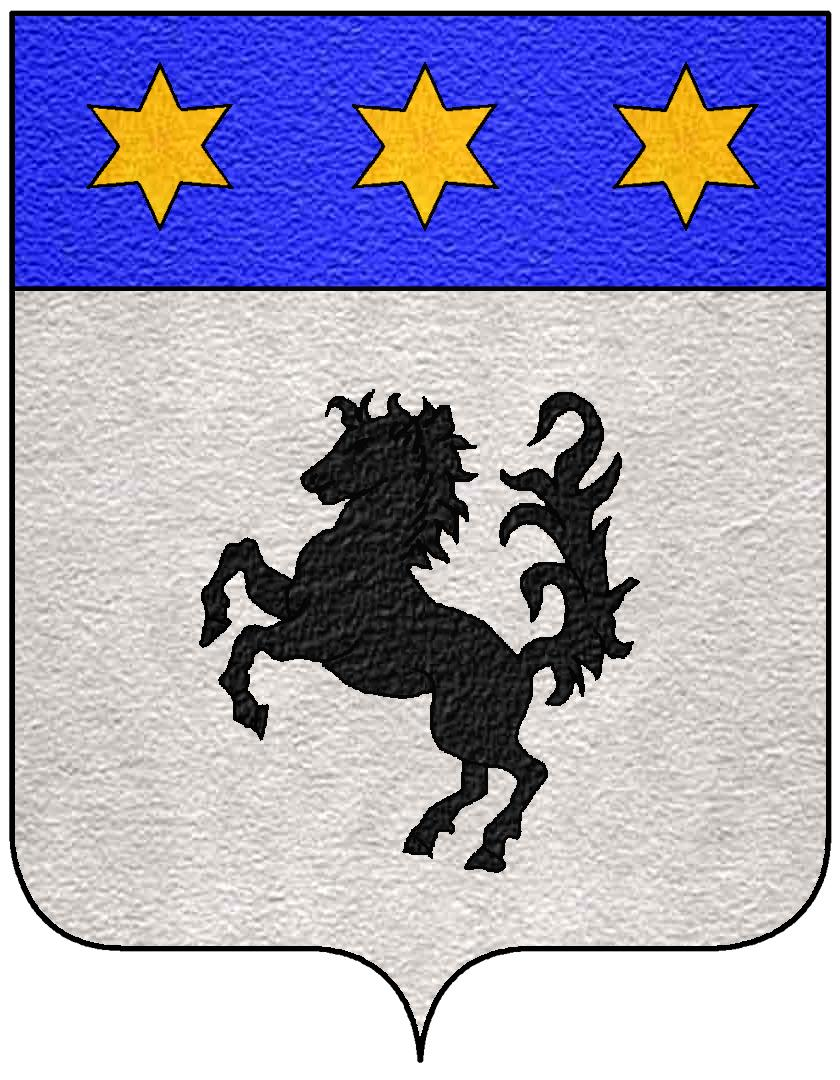
Wappen der Baracca

Wappen 91ª Squadriglia

Francesco Baracca (* 9. Mai 1888 in Lugo di Romagna; † 19. Juni 1918 bei Nervesa della Battaglia) war vor Silvio Scaroni der erfolgreichste italienische Jagdflieger des Ersten Weltkriegs.

## Kriegsdienst
Er war an 63 Luftkämpfen beteiligt und schoss 34 feindliche Flugzeuge ab. Baracca kommandierte die 91ª Squadriglia, eine Jagdstaffel, in der mit die besten italienischen Piloten dienten, darunter auch Fulco Ruffo di Calabria. Am 19. Juni 1918 wurde Francesco Baracca bei einem Tiefflug über dem Montello (Piave) abgeschossen, als er feindliche Infanterieeinheiten beschoss. Die italienische Seite ging deshalb davon aus, dass Baracca von Maschinengewehrfeuer vom Boden getroffen wurde. Später wurde jedoch ermittelt, dass er von Leutnant Arnold Barwig abgeschossen worden war, dem Beobachter einer österreichischen Phönix C.I, die von Zgf Max Kauer gesteuert wurde. Die österreichische Besatzung hatte das abgeschossene Flugzeug fotografiert sowie Zeitpunkt und Ort des Gefechts notiert.
Das Erkennungszeichen auf seinem Flugzeug war ein schwarzes Pferd, das später von der Scuderia Ferrari und vom Automobilhersteller Ferrari als Markenzeichen übernommen wurde. Mit seinem Namen, vor allem aber mit seinem Wappen, schmücken sich Verbände der heutigen italienischen Luftwaffe (u. a. 4º Stormo).

## Auszeichnungen
- Orden der Krone von Italien
- Militärorden von Savoyen
- Tapferkeitsmedaille (Italien)
- Military Cross (Vereinigtes Königreich)
- Kronenorden (Belgien)